# Миколаївка (Верхньодніпровська громада)
Микола́ївка — село в Україні, у Кам'янському районі Дніпропетровської області. Населення за переписом 2001 року складало 203 особи. Входить до складу Верхньодніпровської міської громади.

## Розташування
Миколаївка розташована у північно-західній частині Дніпропетровської області. Через село протікає річка Домоткань, на якій зроблено став. Сусідні населені пункти: Якимівка (пн.-сх.), Зуботрясівка з південного заходу (пд.-зх.).

## Історія
Колишні назви — Широка, Гегелівка. В минулому — центр Миколаївської волості Верхньодніпровського повіту Катеринославської губернії.
За даними на 1859 рік в селі було 35 дворів, у яких мешкало 268 осіб.
Станом на 1886 рік в селі мешкала 221 особа, налічувалось 45 дворів, 1 православна церква.
Під час організованого радянською владою Голодомору 1932—1933 років померло щонайменше 76 жителів села.
В період радянської влади Миколаївка також була центром сільської ради. В селі була розміщена центральна садиба колгоспу ім. Петровського. Працювала восьмирічна школа.

## Сучасність
Робочі підприємства у Миколаївці відсутні. З об'єктів соціальної сфери у селі є тільки клуб. Освітніх та медичних закладів немає.

## Населення

### Мова
Розподіл населення за рідною мовою за даними перепису 2001 року:
| Мова            | Відсоток |
| --------------- | -------- |
| українська      | 92,1 %   |
| російська       | 7,4 %    |
| інші/не вказали | 0,5 %    |

## Видатні уродженці
- Носовський Михайло Федорович — геолог, доктор геолого-мінералогічних наук, професор, Заслужений діяч науки і техніки України.